# Gleamer
『gleamer』（グリーマー）は、ナイトdeライトの通算9枚目のシングル。2020年1月に始まった、12カ月連続CDリリース企画の3枚目。2020年3月25日に発売。

## 概要
8thシングル。
前作『indication』に引き続き、2020年の企画「12カ月連続CDリリース」の第3弾。
なお、「gleamer」は造語である。
「12カ月連続CDリリース」でリリースされた各CDタイトルの頭文字を繋げると「Night de Light」となる仕掛けが施されている。

## 収録曲

### リスト
| #         | タイトル                           | 作詞     | 作曲・編曲 | 時間 |
| --------- | ---------------------------------- | -------- | ---------- | ---- |
| 1.        | 「Granny」                         | 長沢紘宣 | 長沢紘宣   | 3:45 |
| 2.        | 「曲の途中で語るやつやってみたい」 | 長沢紘宣 | 長沢紘宣   | 4:40 |
| 3.        | 「マーガレットの花びら」           | 長沢紘宣 | 長沢紘宣   | 5:54 |
| 合計時間: | 合計時間:                          | 14:19    |            |      |

### 収録曲について
※作詞と作曲はすべて長沢紘宣。
1. Granny
長沢が、亡くなった自身の祖母に向けて書いた曲。
前奏のピアノのメロディは、長沢が夢で見たものだという[1]。
2. 曲の途中で語るやつやってみたい
タイトル通り、曲の途中に語りパートが入っている。
3. マーガレットの花びら